# 灰乌克兰
灰乌克兰（羅馬化：Siryi Klyn，羅馬化：Seryy Klin）是西伯利亚南部和哈萨克北部一帶地区的非官方名称，在18世紀中葉至20世紀初，該地區和今烏克蘭屬土都於俄羅斯帝國管治下，當時乌克兰人大规模定居于該地，該地區因而獲得此名。在1917至1920年左右，该地区的烏克蘭族民衆發動了一场争取自治的运动。

## 历史

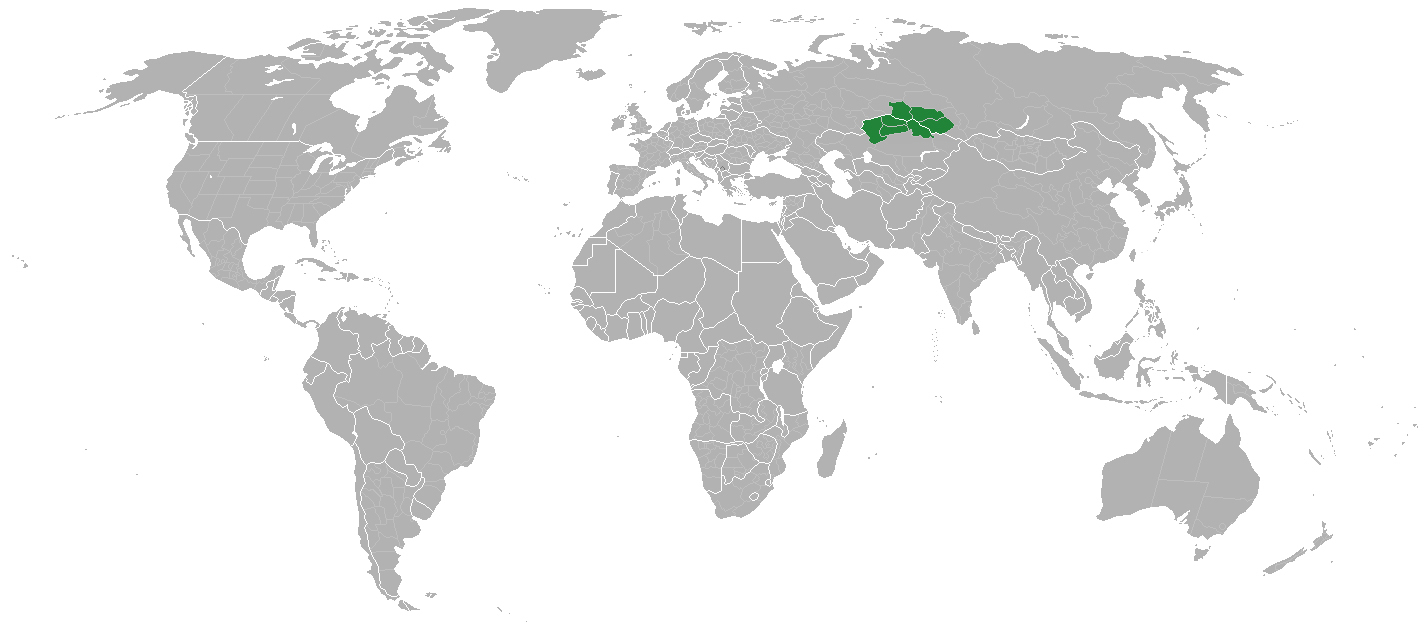
灰乌克兰的位置

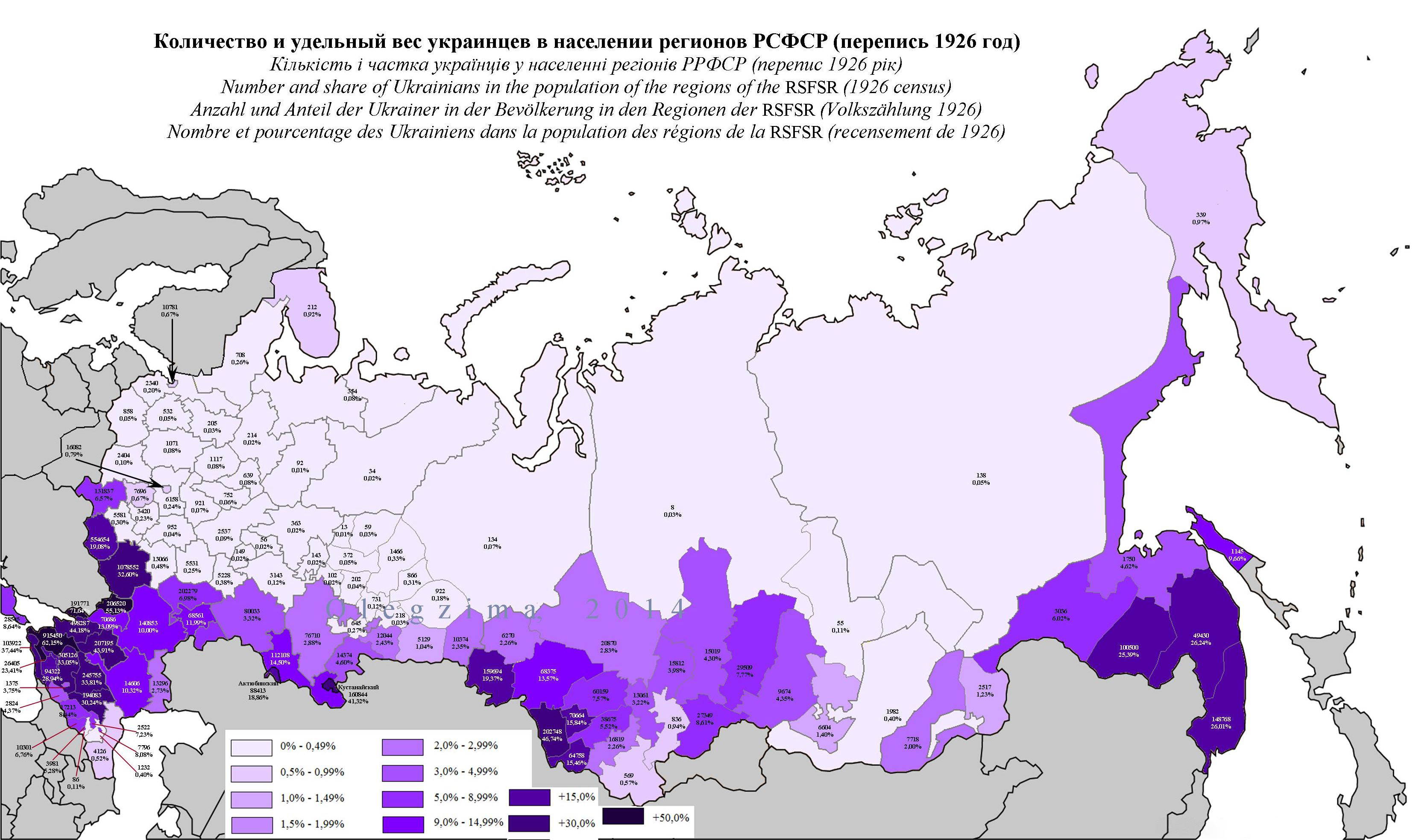
蘇俄各地区人口的乌克兰人数量（1926年人口普查）

## 人口
根據1897年俄羅斯帝國人口普查，阿克莫林斯克州有51,103人自称为“小俄罗斯人”（乌克兰人），占总人口的7.5%，是當地仅次于哈萨克人（62.6%）和俄罗斯人（25.5%）的第三大民族。而根据2010年俄罗斯人口普查，鄂木斯克州一共有77,884人（即該州總人口的2.7%）自称为乌克兰人，使乌克兰人成为该州第三大的民族，同樣仅次于俄罗斯人和哈萨克人。